# Antikrist (opera)
 For alternative betydninger, se Antikrist (flertydig). (Se også artikler, som begynder med Antikrist)
Antikrist er en opera af Rued Langgaard. Det er Langgaards eneste opera, komponeret i 1921-23 og omarbejdet 1926-30. På trods af adskillige forsøg blev værket først uropført i 1999, mange år efter Langgaards død. I dag regnes det for
Langgaards hovedværk. Det er medtaget i Kulturkanonen og blev som den første danske opera indspillet på dvd i 2002.

## Handling
Operaen består af en prolog og seks billeder – og der er ingen traditionel dramatisk handling. I stedet møder man allegoriske skikkelser som Hoffærdigheden, Hadet, Løgnen og Den store skøge. Langgaard har kaldt operaen en stemningsfantasi over vor tid. Prologen og 6. billede fungerer som ramme for fortællingen – i prologen indsættes Antikrist i verden og i sidste billede tilintetgøres han. De mellemliggende fem billeder beskriver hans negative effekt på verdenen. Operaen giver et meget kritisk billede af livsstilen på Langgaards tid og slutter med, at det kun er Gud (eller troen på Gud), der kan give mennesket indsigt, fred og harmoni.

## Værkhistorie
Første udgave af Antikrist blev færdiggjort i 1923 og indleveret til Det kongelige Teater samme år. Her blev det afvist på grund af Langgaards egen tekst, som censuren fandt "dunkel og meget lidt tilgængelig". Langgaard ville imidlertid ikke uden videre acceptere afslaget og fik ved at opsøge teaterchefen lovning på, at han ville genoverveje bedømmelsen. I juni 1923 blev værket igen afvist fra Det kongelige Teater. Endnu en gang gik Langgaard til teaterledelsen, og han fik lov til at forsvare værket. Men først to år senere kom teatrets svar – en ny afvisning.
I 1926 begyndte komponisten en komplet omskrivning af det. Teksten – der havde været den altoverskyggende grund til afvisningerne af værket – blev radikalt omskrevet. Den nye version blev færdig i 1930, hvorefter Langgaard igen forsøgte at få den antaget på Det kongelige Teater. Det hjalp dog ikke meget – efter flere bedømmelser kom en endelig afvisning i 1935; endnu en gang med teksten som primært kritikpunkt.
Lidt større held havde Rued Langgaard med at få værket antaget i Danmarks Radio, hvor dirigenten Launy Grøndahl stod for en koncertant opførelse af operaens slutning i 1940. Værket blev uropført koncertant i 1980 af DR Radiosymfoniorkestret og Michael Schønwandt. Første indspilning er fra 1986 med Ole Schmidt og Sjællands Symfoniorkester.
Som scenisk opera blev Antikrist uropført i 1999 på Tiroler Landestheater i Innsbruck på initiativ af den danske dirigent Niels Muus. Tre år senere fik operaen premiere i Danmark i et samarbejde mellem DR og Det Kongelige Teater. Opførelsen, der fandt sted i Ridehuset ved Christiansborg, blev udsendt på dvd i 2005.